# Nuottisaari (ö i Södra Österbotten, Seinäjoki)
Nuottisaari är en ö i Finland. Den ligger i sjön Pellisenjärvi och i kommunen Kauhava i den ekonomiska regionen  Seinäjoki och landskapet Södra Österbotten, i den centrala delen av landet, 400 km norr om huvudstaden Helsingfors. Öns area är 0,3 hektar och dess största längd är 90 meter i öst-västlig riktning.